# Otto Stein (indolog)
Otto Stein (21. října 1893 Žatec – 1942) byl český indolog, oběť holocaustu.

## Život
Otto Stein byl synem obchodníka s chmelem Aloise Lazara Steina a jeho ženy Charlotty, rozené Gerstlové. Měl mladšího bratra Pavla († 1949). Po absolvování gymnázia studoval Stein v letech 1912 až 1918 na Karlo-Ferdinandově univerzitě v Praze indologii, etnologii, řečtinu a starověkou historii. Nejvíce jej ovlivnil starověký historik Heinrich Swoboda a indolog Moriz Winternitz, který také vedl jeho disertační práci. Za první světové války přerušil v letech 1916/1917 studia a zúčastnil se bojů v Itálii. Po svém návratu v roce 1918 Stein získal doktorát. Ve své disertační práci porovnal zprávu o Indii řeckého autora Megasthena se staroindickým spisem Arthašástra.
Od roku 1919 Stein pracoval jako asistent Morize Winternitze. V roce 1922 se habilitoval z indické filologie a od té doby přednášel jako soukromý lektor. Jeho výzkum se zaměřil na staroindické jazykové památky a literární texty. Zabýval se ale také indickými náboženskými, právními a sociálními dějinami. 27. května 1929 byl zvolen členem výzkumné sekce Orientálního ústavu v Praze. V této funkci také redigoval Archiv Orientální (1929) a Paris Bibliography Bouddhique (1930).
Poté, co jeho akademický mentor Winternitz odešel do důchodu, byl Stein jmenován jeho nástupcem. V roce 1930 byl jmenován mimořádným a v roce 1935 řádným profesorem indické filologie a archeologie. V letech 1931/1932 Stein podnikl dlouhou přednáškovou a studijní cestu po Indii. V roce 1932 nastoupil do kulturního poradního sboru Journal of Indian History.
Ve 30. letech 20. století byl Stein jedním z předních světových indologů. Tehdejší politický vývoj ale jeho kariéru náhle zastavil. Po orientalistickém kongresu v Bruselu odcestoval Stein se svou ženou Gertrudou do Londýna, kde manželům nabídl azyl kolega  Herbert Niel Randle. Manželé Steinovi nabídku přijali, ale vrátili se prozatím do Prahy, aby si dali věci do pořádku. Mezitím hrozba zesílila. Otto Stein byl 10. ledna 1939, stejně jako mnoho dalších židovských profesorů, propuštěn. Steinovi pak odeslali své věci do Anglie a požádali o opuštění země, ale bylo jim zamítnuto vízum a zůstali v Praze. On a jeho manželka byli 21. října 1941 deportováni do ghetta v Lodži. Odtud měli být oba na jaře 1942 odvezeni do koncentračního tábora, ale nikdy nedorazili. S největší pravděpodobností pár zemřel při převozu. V roce 1947 byli prohlášeni za mrtvé.